# Korsarödsjön
Korsarödsjön är en sjö i Höörs kommun i Skåne och ingår i Helge ås huvudavrinningsområde. Sjön har en area på 0,0724 kvadratkilometer och ligger 106,3 meter över havet. Sjön avvattnas av vattendraget Vramsån.

## Delavrinningsområde
Korsarödsjön ingår i det delavrinningsområde (620859-136912) som SMHI kallar för Ovan 620925-137334. Medelhöjden är 109 meter över havet och ytan är 63,17 kvadratkilometer. Det finns inga avrinningsområden uppströms utan avrinningsområdet är högsta punkten. Vramsån som avvattnar avrinningsområdet har biflödesordning 2, vilket innebär att vattnet flödar genom totalt 2 vattendrag innan det når havet efter 51 kilometer. Avrinningsområdet består mestadels av skog (48 procent), öppen mark (14 procent) och jordbruk (29 procent). Avrinningsområdet har 1,23 kvadratkilometer vattenytor vilket ger det en sjöprocent på 1,5 procent.